# Ghiacciaio Sestrimo
Il ghiacciaio Sestrimo (in inglese Sestrimo Glacier) è un ghiacciaio lungo 11 km e largo 4, situato sulla costa nord-occidentale della penisola Trinity, nella parte settentrionale della Terra di Graham, in Antartide. In particolare, il ghiacciaio si trova a sud-ovest del ghiacciaio Ogoya e a ovest-nord-ovest della valle Ampia e da qui fluisce verso nord, passando a est del monte D'Urville e a ovest del picco Argentino, fino a entrare nella baia di Lafond, sulle coste dello stretto di Bransfield, poco a sud della penisola di Cockerell.

## Storia
Il ghiacciaio Sestrimo è stato così battezzato dalla Commissione bulgara per i toponimi antartici in onore del villaggio di Sestrimo, nella Bulgaria meridionale. 